# Bahnstrecke Rrogozhina–Fier
| Strecke zwischen Dushk und Lushnja |                      |                                         |                                         |
| Albanisches Streckennetz |                      |                                         |                                         |
| Streckenlänge: | 50 km                |                                         |                                         |
| Spurweite: | 1435 mm (Normalspur) |                                         |                                         |
| |                      |                                         |                                         |
| \| \| \| Bahnstrecke Durrës–Peqin von Durrës \| \| \| \| 34,6 \| Rrogozhina \| Rrogozhina \| \| \| \| Bahnstrecke Durrës–Peqin nach Peqin \| \| \| \| \| Shkumbin (Straßen- und Eisenbahnbrücke) \| \| \| \| 45,4 \| Dushk \| Dushk \| \| \| \| \| \| \| \| \| \| \| \| \| 52,6 \| Lushnja \| Lushnja \| \| \| \| \| \| \| \| \| \| \| \| \| 64,7 \| Gradishta \| Gradishta \| \| \| \| \| \| \| \| 71,7 \| Libofsh \| Libofsh \| \| \| \| \| \| \| \| \| \| \| \| \| \| \| \| \| \| 84,1 \| Fier \| Fier \| \| \| \| Bahnstrecke Fier–Vlora \| nach Vlora und Ballsh \| Quelle: |                      |                                         |                                         |
| Strecke |                      | Bahnstrecke Durrës–Peqin von Durrës     | Bahnstrecke Durrës–Peqin von Durrës     |
| Bahnhof | 34,6                 | Rrogozhina                              | Rrogozhina                              |
| Abzweig geradeaus und nach links |                      | Bahnstrecke Durrës–Peqin nach Peqin     | Bahnstrecke Durrës–Peqin nach Peqin     |
| Brücke über Wasserlauf |                      | Shkumbin (Straßen- und Eisenbahnbrücke) | Shkumbin (Straßen- und Eisenbahnbrücke) |
| Bahnhof | 45,4                 | Dushk                                   | Dushk                                   |
| Brücke über Wasserlauf |                      |                                         |                                         |
| Brücke über Wasserlauf |                      |                                         |                                         |
| Kopfbahnhof Strecke ab hier außer Betrieb | 52,6                 | Lushnja                                 | Lushnja                                 |
| Brücke über Wasserlauf (Strecke außer Betrieb) |                      |                                         |                                         |
| Brücke über Wasserlauf (Strecke außer Betrieb) |                      |                                         |                                         |
| Bahnhof (Strecke außer Betrieb) | 64,7                 | Gradishta                               | Gradishta                               |
| Brücke über Wasserlauf (Strecke außer Betrieb) |                      |                                         |                                         |
| Bahnhof (Strecke außer Betrieb) | 71,7                 | Libofsh                                 | Libofsh                                 |
| Brücke über Wasserlauf (Strecke außer Betrieb) |                      |                                         |                                         |
| Brücke über Wasserlauf (Strecke außer Betrieb) |                      |                                         |                                         |
| Brücke über Wasserlauf (Strecke außer Betrieb) |                      |                                         |                                         |
| Betriebs-/Güterbahnhof Strecke bis hier außer Betrieb | 84,1                 | Fier                                    | Fier                                    |
| Strecke |                      | Bahnstrecke Fier–Vlora                  | nach Vlora und Ballsh                   |

Die Bahnstrecke Rrogozhina–Fier ist eine 50 Kilometer lange Bahnstrecke in Albanien. Sie verbindet die Städte Fier und Rrogozhina. Die Infrastruktur ist im Besitz des Staates.

## Geschichte
Nachdem in den 1950er Jahren in Albanien während über zehn Jahre keine neuen Strecken gebaut wurden, wurde das Eisenbahnnetz in den 1960er Jahren erweitert, um bedeutende Industriestandorte anzubinden. Nach einer Erweiterung nach Norden (Bahnstrecke Vora–Laç) wurde anschließend der Bau einer Strecke nach Süden in Angriff genommen. Am 13. Januar 1967 eröffnete Ministerpräsident Mehmet Shehu in Rrogozhina die Arbeiten. Es hatten sich in der Kleinstadt 100.000 „Freiwillige“ aus dem ganzen Land zum Bau eingefunden, wofür zwei Wochen zuvor in den Zeitungen aufgerufen worden war.
Die Bahnstrecke wurde am 13. Oktober 1968 für den Güter- und Personenverkehr eröffnet. Ein Sonderzug, gezogen von zwei T 458, transportierte hohe Regierungsvertreter.
1975 wurde die Strecke um 28 Kilometer mit dem Anschluss nach Ballsh erweitert. Weitere zehn Jahre später wurde die 35 Kilometer lange Verlängerung von Fier nach Vlora in Betrieb genommen, womit der Strang nach Süden seine maximale Ausdehnung erlangt hatte.
2024 fuhr an verschiedenen Tagen im Sommer, meist an Samstagen und Sonntagen, ein Zugpaar auf dem Streckenabschnitt zwischen Rrogozhina und Lushnja, nachdem der Verkehr auf der Strecke seit 2018 geruht hatte. Das Teilstück von Lushnja nach Fier wird seit 2018 nur noch für Überführungsfahrten in den Süden genutzt.

## Streckenverlauf
Die Bahnstrecke verläuft durch die große Myzeqe-Ebene, die die Küstenregion Mittelalbaniens prägt. Im flachen Gelände bildeten nur zwei Flüsse größere Hindernisse.

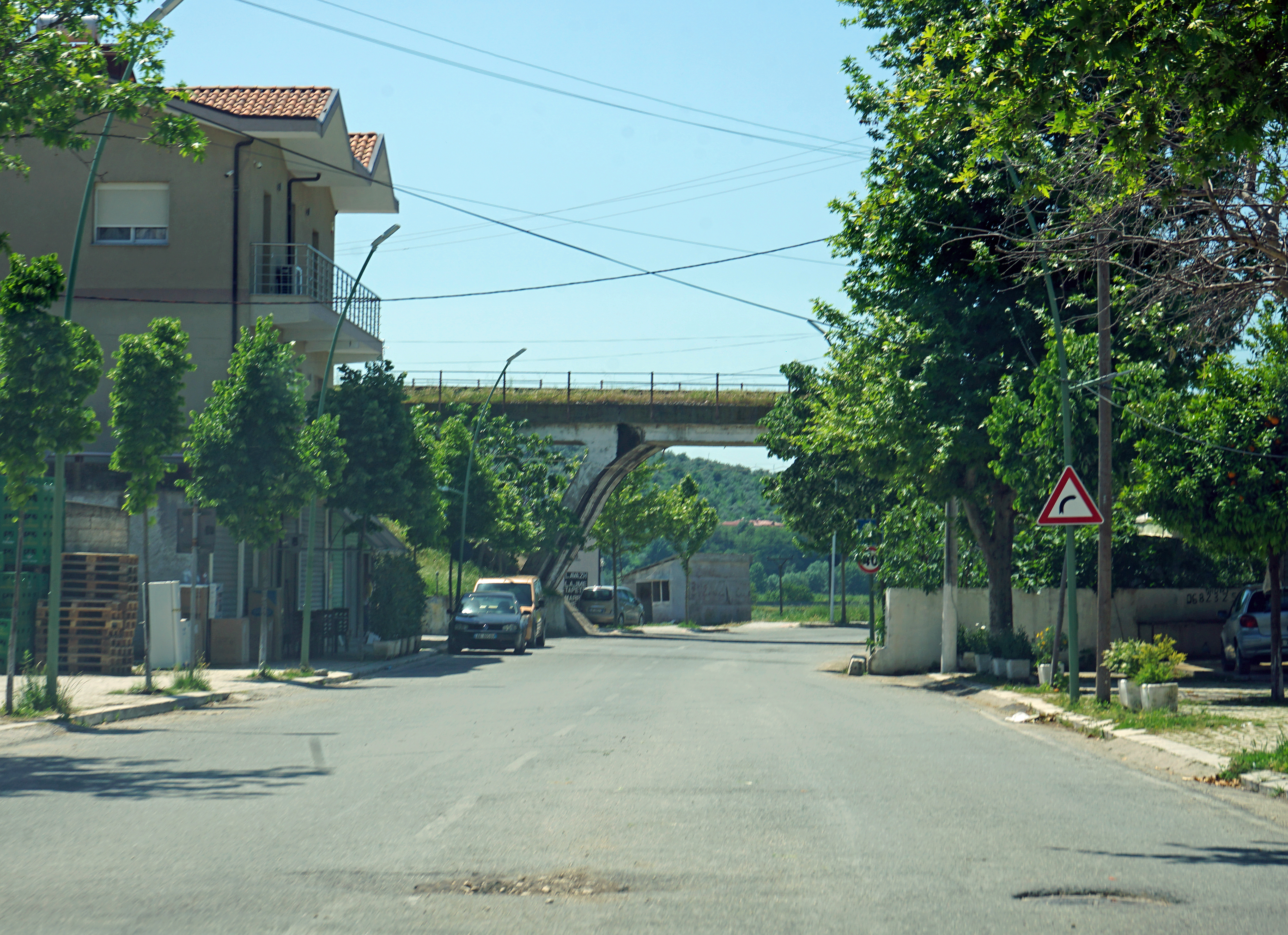
Rrogozhina mit Eisenbahnbrücke über die Straße nach Süden

Die Strecke schließt im Bahnhof von Rrogozhina an die von Durrës kommende Linie an. Vom leicht erhöht gelegenen Bahnhof im Norden der Stadt geht sie nach Südosten gleich auf einen Bahndamm über, der in einem Bogen quer durch den Ort führt, bis er am südlichen Ortsrand kurz eine nordnordwestliche Richtung hat, um dann um 90 Grad in Richtung Fluss einzuschlagen. In Rrogozhina überquert die Bahnstrecke auf Betonbrücken zwei ehemalige Nationalstraßen, die SH7 nach Elbasan und die SH4 nach Süden. Die neue Umfahrungsstraße in Richtung Elbasan gleich am Ende des Fragezeichen-förmigen Streckenabschnitts ist ein nachträglicher Einschnitt in den Bahndamm.

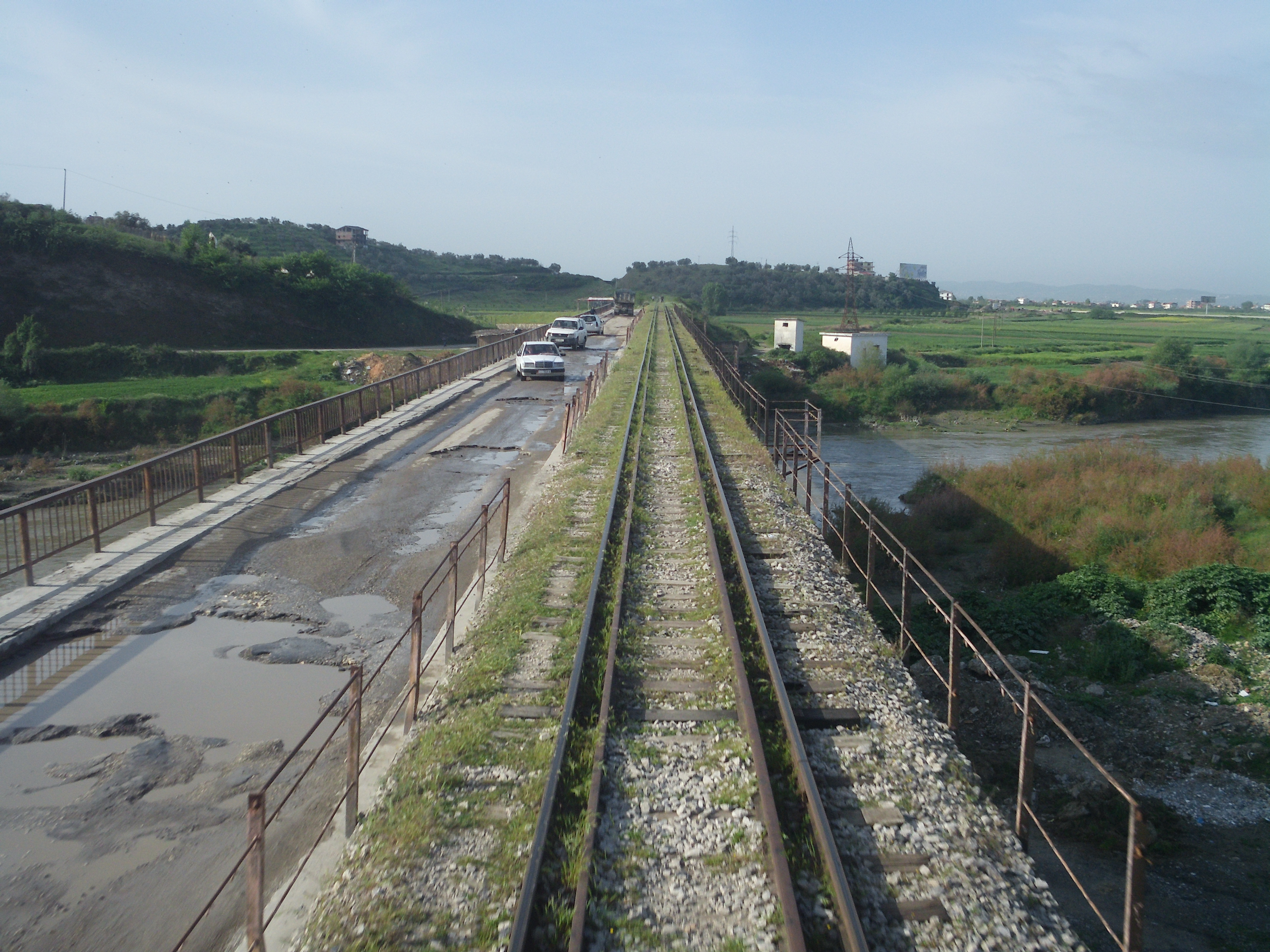
Straßen- und Eisenbahnbrücke Rrogozhina

Nach rund zwei Kilometern quert die Brücke den Fluss Shkumbin, den bedeutendsten Strom Mittelalbaniens. Hierfür wurde parallel zur bestehenden Straßenbrücke eine neue, kombinierte Straßen- und Eisenbahnbrücke erbaut. Die Brücke ist rund 260 Meter lang. Die (ehemalige) Nationalstraße führte auf der Ostseite den Bahndamm hinauf und nach der Brücke in einer scharfen Kurve zum Hügel an der Südseite des Flussufers. Seit 2006 steht dem Durchgangsverkehr nach Süden eine Umfahrung von Rrogozhina zur Verfügung, die über eine eigene Brücke über den Shkumbin führt, so dass der Straßenverkehr diese Shkumbin-Brücke kaum mehr nutzt. Südlich der Brücke schließt sich erneut ein Bahndamm an. Nach rund 500 Metern erreicht dieser erhöhtes Gelände. In einem kleinen Einschnitt führt sie durch einen vorspringenden Hügelzug und wird zugleich von der Straße überquert.

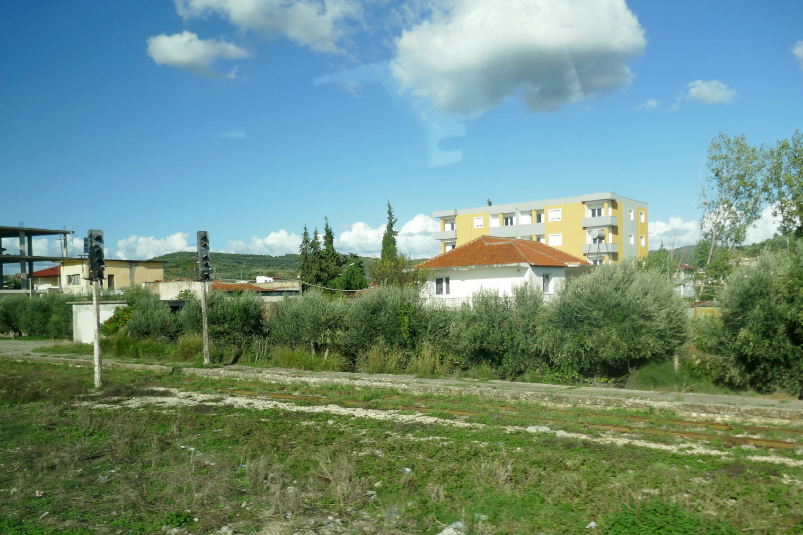
Bahnhof Dushk

Im weiteren Verlauf nach Süden verläuft die Strecke am Fuß der Hügel der Dumreja, die die Myzeqe-Ebene im Osten begrenzen. Westlich parallel zur Bahnstrecke verläuft die SH4, hier zur mehrspurigen Schnellstraße ausgebaut. Nach anderthalb Kilometern wird das erste Dorf Zhama erreicht, das wie die meisten der folgenden zwischen Bahndamm und Hügel eingeklemmt ist und scharf von der Bahnlinie beschnitten wird. Zugänglich sind die Dörfer meist durch niedrige Durchfahrten im Bahndamm und improvisierte Bahnübergänge. Es folgt das Dorf Gramsh und das leicht erhöht gelegene Konjat, bevor die Strecke Dushk erreicht, wo sich nach dem offiziellen Bahnübergang die erste Ausweich- und Haltestelle der Strecke befindet. Nördlich von Lushnja wendet sich die Strecke in südsüdwestliche Richtung. Am nördlichen Stadtrand von Lushnja wird die Hauptstraße gequert, die Dank der Umfahrungsstraße nicht mehr so stark genutzt ist. Gleich nach der Brücke über den Bach Perrio folgt die Einfahrt in den Bahnhof von Lushnja.

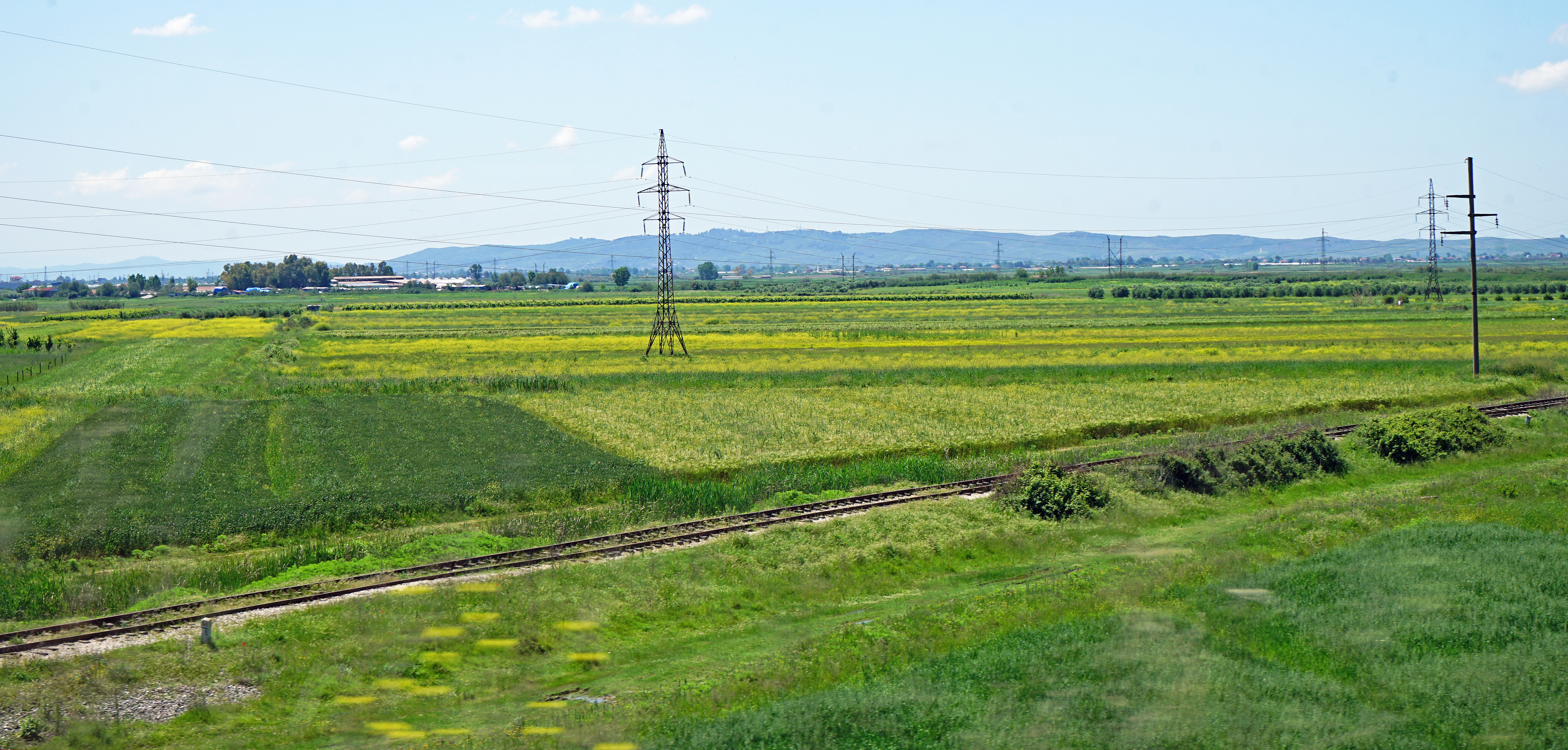
Bahnstrecke in der Myzeqe (westlich Lushnja)

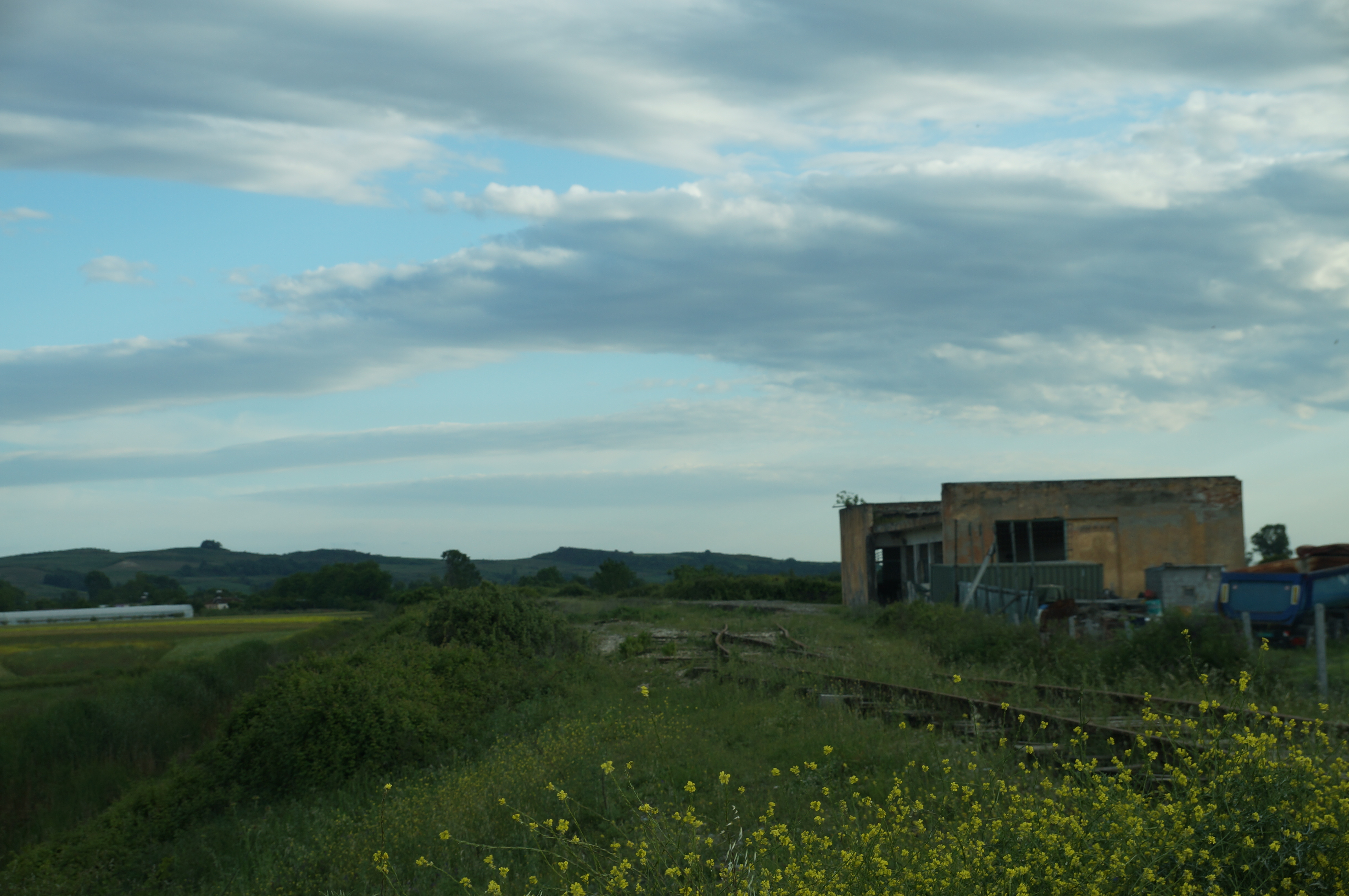
Bahnhof Gradishta nach Stilllegung der Strecke (2019)

Am südlichen Stadtrand von Lushnja geht die Strecke in eine weite Kurve nach Westen über. An deren Ende wird sie von der Umfahrungsstraße (SH4) überquert und passiert einen Kanal. Bis Fier werden Straße und Bahn nicht mehr parallel verlaufen. Die Bahnstrecke macht einen größeren Bogen weiter nördlich und westlich quer durch die Myzeqe-Ebene. Beim Dorf Sopëza trifft sie auf den mächtigen Myzeqe-Kanal, der die früher stark versumpfte Ebene be- und entwässert. Die Schienen folgen dem Kanal an seinem Nordufer auf einem Damm. Im nur schwach besiedelten Gebiet erstrecken sich zwölf Kilometer bis zur Ausweich- und Haltestelle Gradishta, wo die Strecke in einen südlichen Verlauf eingeschwenkt ist. Beim Bahnhof quert sie auch das einzige Mal eine asphaltierte Straße. Zwei Kilometer weiter quert die Bahnstrecke den Myzeqe-Kanal und biegt danach gleich nach Westen ab. Kurz geht es am Nordrand des Ardenica-Hügels entlang. Ab dem Dorf Vanaj verläuft sie aber schon wieder nach Süden, einige hundert Meter westlich vom Hügelfuß. Drei Kilometer weiter ist der nächste Ausweich- und Haltestelle erreicht: Libofsha. Anderthalb Kilometer weiter quert die lokale Straße den Bahndamm, dann wird Rreth Libofsha passiert. In der Folge verläuft die Bahnstrecke zwischen dem Hügel im Osten und dem Fluss Seman im Westen, der hier in einem kurzen Abschnitt nordwärts der Adria zustrebt. Nach dem Dorf Petova führt die Brücke der Autostrada A2 (Umfahrung Fier) über die Bahngleise. Wenig später folgt am Nordrand von Fier die nächste große Flussquerung. Südlich vom Seman geht es in eine Kurve nach Südwest über, während ein weiterer Kanal und das Flüsschen Gjanica passiert werden. Kurz vor dem Bahnhof Fier schwenkt die Bahnstrecke nochmals nach Südsüdwest ab.
Die 1968 erbaute Strecke führte über den Bahnhof Fier hinaus. Es folgte der Güterbahnhof, nach dem die 1975 erbaute Strecke nach Ballsh abzweigte, und der Anschluss der Industrieanlagen im Süden der Stadt, der die SH8 in einer Unterführung unterquert. Erschlossen wurden die Raffinerie, das Heizkraftwerk und die Ammoniumnitrat-Fabrik „Gogo Nushi“. Das 1992 aufgegebene Gleis (ursprünglich 2,5 Kilometer, heute 2,7 Kilometer lang) wird seit 2018 wieder von Albrail für Erdöltransporte genutzt.